# Ульяновка (Ямпольский район)
Ульяновка (укр. Улянівка) — село на Украине, находится в Ямпольском районе Винницкой области.
Код КОАТУУ — 0525681604. Население по переписи 2001 года составляет 43 человека. Почтовый индекс — 24500. Телефонный код — 4336.
Занимает площадь 0,182 км².

## Адрес местного совета
24545, Винницкая область, Ямпольский р-н, с. Гальжбиевка, ул. Урсола, 2